# Natalija Vorožbyt
Natalija Anatoliïvna Vorožbyt (in ucraino Наталія Анатоліївна Ворожбит?; Kiev, 4 aprile 1975) è una drammaturga, regista e sceneggiatrice ucraina.

## Biografia
Natalija Vorožbyt è nata il 4 aprile 1975 vicino a Velyki Soročynci, nel distretto di Myrhorod, il villaggio in cui è nato Nikolaj Vasil'evič Gogol' e che sarà per lei fonte di ispirazione per le sue creazioni artistiche.
Ha studiato al Maxim Gorky Literature Institute di Mosca. Nel 2005 è stata selezionata per partecipare, come artista straniera, all'International Playwrights Program (International Residency) del Royal Court Theatre di Londra. Come risultato del suo lavoro, nel 2007 è andata in scena al Royal Court la commedia in un atto The Khomenko Family Chronicles, con protagonisti una coppia della classe operaia e il loro bambino ricoverato in ospedale, malato di cancro, che raccontano episodi delle loro vite, attraversate dagli avvenimenti di Chernobyl e dell'11 settembre.
Questa commedia ha segnato l'avvio di un rapporto di lavoro e di collaborazione con diverse e importanti istituzioni teatrali del Regno Unito, presso le quali ha presentato in anteprima alcune delle sue successive opereː Zernoskhovyshche (The Grain Store, 2009) alla Royal Shakespeare Company, Shchodennyky Maidanu (Maidan Diaries, 2014) e Pohani dorohi (Bad Roads, 2017) al Royal Court, Zavtra (Tomorrow, 2015) al Traverse Theater di Edimburgo e Sasha, vynesy smittia (Take the Rubbish out, Sasha, 2015) al National Theatre of Scotland.
Prima della rivoluzione di Maidan del 2014, Natalija Vorožbyt era principalmente conosciuta in Ucraina come autrice della serie televisiva Shkola (School, 2010) andata in onda per una stagione sui canali russi, e dopo questo evento e la guerra nel Donbas, grazie al suo lavoro pionieristico, sempre radicato nella cultura e nella storia ucraine, ha acquistato una notevole fama nel suo paese.
Nel 2015 ha fondato in Ucraina con il regista e attore tedesco Georg Genoux il Theatre of Displaced People (Teatro degli sfollati), un progetto di "teatro documentario" rivolto ai rifugiati interni dell'Ucraina orientale, in particolare agli adolescenti del Donbass (progetto Displaced Kids e Class Act), per prestare aiuto psicologico ed educare a "un dialogo interdisciplinare sul tema della democrazia", attraverso la scrittura e la rappresentazione delle storie delle loro esperienze di guerra. La situazione della guerra in Ucraina è un tema ricorrente nel suo lavoro.
Nel 2015 ha scritto il monologo Where is the East?, presentato per la prima volta in Ucraina e successivamente in Germania, Russia, Gran Bretagna, Polonia, Stati Uniti e Lettonia. Alla prima di questa performance, svoltasi a Charkiv, artisti e pubblico sono stati divisi per città di provenienza (Sjevjerodonec'k, Charkiv e Leopoli) e costretti a guardarsi, a "prendere posizione" e a definire la loro identità, con l'intento di indurre le persone a rompere gli stereotipi divisivi.
Nel 2017 ha presentato alla Royal Court lo spettacolo teatrale Pohani dorohi, poi adattato per il cinema come Bad Roads - Le strade del Donbass e presentato nel 2020 alla 35ª Settimana Internazionale della Critica di Venezia, dove ha vinto il premio Verona Film Club. Il film esplora gli effetti brutali del conflitto in Donbass sulle relazioni personali, attraverso il racconto di quattro storie vere, mostrando in particolare come la guerra viene percepita dalle donne.
Ha realizzato la sceneggiatura di The Wild Fields (in ucraino Дике поле), film di esordio del regista ucraino Yaroslav Lodygin uscito nelle sale nel 2018 come adattamento cinematografico di un libro di Serhiy Zhadan intitolato Voroshylovhrad (tradotto in italiano come La strada del Donbas). Il film, una coproduzione tedesca e svizzera, racconta la storia di Herman che torna da Charkiv alla sua città natale nel Donbass, perché avvisato da un conoscente che il fratello ha abbandonato l'azienda di famiglia, una stazione di benzina, per andarsene ad Amsterdam o Berlino. Anziché restare solo un giorno, come credeva, per risolvere questa faccenda, Herman viene coinvolto in una serie di avventure, che hanno come sfondo la regione del nord del Donbass diversi anni prima del conflitto. La maggior parte dei personaggi del film parla un misto di ucraino e russo (suržik).
Natalija Vorožbyt ha preso parte alle proteste di Euromaidan del 2013,  durante le quali ha raccolto ispirazione per i suoi lavori.
Nel febbraio 2022, mentre stava completando il suo secondo film Demons nella città di Myrhorod, incentrato sulla relazione tra un russo e un ucraino come esempio delle relazioni "difficili" tra le nazioni, la città in cui si trovava è stata bombardata durante l'invasione russa.

## Opere[22]
- The Khomenko Family Chronicles, 2007. Royal Court Theatre[23]
- The Grain Store, 2009, Royal Shakespeare Company, ISBN 9781848420458[24][25]
- Maidan: Voices from the Uprising, 2014, Royal Court
- Tomorrow, 2015, Traverse Theater di Edimburgo
- Take the Rubbish out, Sasha, 2015, National Theatre of Scotland
- Bad Roads, 2017, Royal Court ISBN 9781848427143[26]
- My Mykolaivka, 2017[27]
- Blood Sisters, 2019
- Bad Roads, 2020

## Premi[11]
- 2004. Premio letterario Eureka per l'opera teatrale Galka Motalko.
- 2020. Film Circle Opening of the Year Award e Verona Film Club Award per il lungometraggio d'esordio Pohani Dorogi (Bad Roads)[14]
- 2020. Women in Arts Award per il suo contributo all'industria cinematografica e teatrale.
- 2021. Premio Oleksandr Dovzhenko dell'Ucraina per il suo eccezionale contributo allo sviluppo del cinema ucraino